# Mistrovství světa ve florbale do 19 let 2003
Mistrovství světa ve florbale mužů do 19 let 2003 bylo 2. ročníkem mistrovství světa juniorů. Konalo se v Česku v Praze.
Vítězem se stal tým Finska, když ve finále porazil obhájce titulu Švédsko 6:2. Česko skončilo na třetím místě. Byla to první česká reprezentační medaile.

## Skupina A
| Poř. | Tým      | Z | V | R | P | VG | IG | +/- | B |
| ---- | -------- | - | - | - | - | -- | -- | --- | - |
| 1.   | Švédsko  | 3 | 3 | 0 | 0 | 37 | 5  | +32 | 6 |
| 2.   | Česko    | 3 | 2 | 0 | 1 | 20 | 12 | +8  | 4 |
| 3.   | Lotyšsko | 3 | 0 | 1 | 2 | 6  | 22 | -16 | 1 |
| 4.   | Dánsko   | 3 | 0 | 1 | 2 | 6  | 30 | -24 | 1 |

| 5. listopadu 2003 | Česko | 12 : 01 | Dánsko |  |  |

| 5. listopadu 2003 | Švédsko | 13 : 01 | Lotyšsko |  |  |

| 6. listopadu 2003 | Česko | 13 : 10 | Švédsko |  |  |

| 6. listopadu 2003 | Dánsko | 14 : 41 | Lotyšsko |  |  |

| 7. listopadu 2003 | Lotyšsko | 12 : 51 | Česko |  |  |

| 7. listopadu 2003 | Švédsko | 14 : 21 | Dánsko |  |  |

## Skupina B
| Poř. | Tým       | Z | V | R | P | VG | IG | +/- | B |
| ---- | --------- | - | - | - | - | -- | -- | --- | - |
| 1.   | Finsko    | 3 | 3 | 0 | 0 | 44 | 3  | +41 | 6 |
| 2.   | Švýcarsko | 3 | 2 | 0 | 1 | 23 | 11 | +12 | 4 |
| 3.   | Norsko    | 3 | 1 | 0 | 2 | 10 | 26 | -16 | 2 |
| 4.   | Rusko     | 3 | 0 | 1 | 2 | 5  | 42 | -37 | 0 |

| 5. listopadu 2003 | Norsko | 10 : 13 | Finsko |  |  |

| 5. listopadu 2003 | Švýcarsko | 12 : 01 | Rusko |  |  |

| 6. listopadu 2003 | Finsko | 23 : 10 | Rusko |  |  |

| 6. listopadu 2003 | Norsko | 13 : 91 | Švýcarsko |  |  |

| 7. listopadu 2003 | Švýcarsko | 12 : 81 | Finsko |  |  |

| 7. listopadu 2003 | Rusko | 14 : 71 | Norsko |  |  |

## O umístění

### O 7. místo
| 8. listopadu 2003 15:00 | Rusko | 3 : 8 (0:1, 0:3, 3:4) | Dánsko | Vinohradská sokolovna, Praha |  |

| Zpráva |

### O 5. místo
| 8. listopadu 2003 18:00 | Lotyšsko | 3 : 4 (0:1, 2:3, 1:0) | Norsko | Vinohradská sokolovna, Praha |  |

| Zpráva |

## Play-off

### Pavouk
|  | Semifinále | Semifinále | Semifinále |  |  | Finále      | Finále      | Finále      |
|  |            |            |            |  |  |             |             |             |
|  | 1A         | Švédsko    | 10         |  |  |             |             |             |
|  | 2B         | Švýcarsko  | 1          |  |  |             |             |             |
|  |            |            |            |  |  |             | Švédsko     | 2           |
|  |            |            |            |  |  |             | Finsko      | 6           |
|  | 1B         | Finsko     | 5          |  |  |             |             |             |
|  | 2A         | Česko      | 1          |  |  | Třetí místo | Třetí místo | Třetí místo |
|  |            |            |            |  |  |             | Švýcarsko   | 2           |
|  |            |            |            |  |  |             | Česko       | 5           |

### Semifinále
| 8. listopadu 2003 15:00 | Švédsko | 10 : 1 (4:1, 3:0, 3:0) | Švýcarsko | Sparta Arena, Praha |  |

| Zpráva |

| 8. listopadu 2003 18:00 | Finsko | 15 : 1 (3:0, 1:1, 1:0) | Česko | Sparta Arena, Praha |  |

| Zpráva |

### O 3. místo
| 9. listopadu 2003 13:30 | Švýcarsko | 2 : 5 (1:1, 1:3, 0:1) | Česko | Sparta Arena, Praha |  |

| Zpráva |

### Finále
| 9. listopadu 2003 16:30 | Švédsko | 2 : 6 (0:0, 2:1, 0:5) | Finsko | Sparta Arena, Praha |  |

| Zpráva |

## Konečné pořadí
| Pořadí           | Tým       |
| ---------------- | --------- |
| Zlatá medaile    | Finsko    |
| Stříbrná medaile | Švédsko   |
| Bronzová medaile | Česko     |
| 4.               | Švýcarsko |
| 5.               | Norsko    |
| 6.               | Lotyšsko  |
| 7.               | Dánsko    |
| 8.               | Rusko     |

## All Star tým
Členy All Star týmu se stali:
Brankář:  Jarno Ihme
Obránci:  Markus Bollström,  Joakim Andersson
Útočníci:  Lauri Kapanen,  Magnus Anderberg,  Tomáš Doležal

## Divize B
| Pořadí | Tým        |
| ------ | ---------- |
| 9.     | Polsko     |
| 10.    | Německo    |
| 11.    | Estonsko   |
| 12.    | Nizozemsko |
| 13.    | Slovensko  |
| 14.    | Maďarsko   |
| 15.    | Japonsko   |
| 16.    | Gruzie     |